# Wola Zofiowska
Wola Zofiowska est une localité polonaise de la gmina de Gnojno, située dans le powiat de Busko en voïvodie de Sainte-Croix.